# Trimont, Minnesota
Trimont là một thành phố thuộc quận Martin, tiểu bang Minnesota, Hoa Kỳ. Năm 2010, dân số của thành phố này là 747 người.

## Dân số
- Dân số năm 2000: 754 người.
- Dân số năm 2010: 747 người.